# بيتر هارتلي
بيتر هارتلي (بالإنجليزية: Peter Hartley)‏ (3 أبريل 1988 في المملكة المتحدة - ) هو لاعب كرة قدم بريطاني في مركز الدفاع. لعب مع ستيفيناغ بوروه ونادي بليموث أرجايل ونادي تشيسترفيلد ونادي سندرلاند ونادي هارتلبول يونايتد.

## وصلات خارجية
- بيتر هارتلي على موقع قاعدة بيانات كرة القدم.إي يو (الإنجليزية)
- بيتر هارتلي على موقع Soccerbase.com (لاعب) (الإنجليزية)
- بيتر هارتلي على موقع Soccerway.com (الإنجليزية)